# Felix Michael Haurowitz
Felix Michael Haurowitz (geboren 1. März 1896 in Prag, Österreich-Ungarn; gestorben 2. Dezember 1987 in Bloomington, Indiana) war ein tschechisch-US-amerikanischer Biochemiker.

## Leben
Felix Haurowitz war ein Sohn des Kaufmanns Rudolf Haurowitz und der Emilie Russ. Er wurde 1916 Soldat im Ersten Weltkrieg und studierte von 1918 bis 1923 Medizin an der Deutschen Universität Prag. 1921 hielt er sich bei Peter Rona an der Charité in Berlin auf und 1924 in München bei Richard Willstätter. Er wurde 1922 zum Dr. med. promoviert und 1923 zum Dr. rer. nat. Er war ab 1930 Professor für physiologische Chemie an der Deutschen Universität Prag. 1938 verbrachte Haurowitz im Sommer einen Gastaufenthalt bei Albert Fischer am Carlsberg-Laboratorium in Kopenhagen. Zurück in der Tschechoslowakei diente er nach dem Münchener Abkommen als Militärarzt. Seine Familie saß dort, eingedenk der Judenverfolgung beim Anschluss Österreichs, bereits auf gepackten Koffern. Zwei Wochen nach der Zerschlagung der Tschechoslowakei 1939 emigrierte Haurowitz mit seiner Familie nach Istanbul und wurde im April 1939 Professor und Direktor des Instituts für biologische und medizinische Chemie der Universität Istanbul. 1948 ging er als Professor an die Indiana University in Bloomington.
Er lieferte bedeutende Arbeiten zur Biochemie der Proteine und über das Immunsystem. Zusammen mit Anton Breinl entwickelte er 1930 eine Theorie der Antikörperbildung.
1925 heiratete er Regina Perutz, eine Cousine von Max Perutz. Haurowitz hatte seit den Zwanzigerjahren über das Hämoglobin gearbeitet. Bei einer Begegnung 1937 mit Perutz regte Haurowitz Perutz an, dass dieser sich auch näher mit dem Hämoglobin beschäftigen solle.
1956 wurde er in die Leopoldina aufgenommen und 1960 mit dem Paul-Ehrlich-und-Ludwig-Darmstaedter-Preis ausgezeichnet. 1970 wurde er in die American Academy of Arts and Sciences gewählt, 1975 in die National Academy of Sciences.

## Werke
- Biochemie des Menschen und der Tiere (1925)
- Fortschritte der Biochemie (1932)
- Chemistry and Biology of Proteins (1949)
- Immunochemistry and the Biosynthesis of Antibodies (1950)
- Biochemistry: an Introductory Textbook. New York: J. Wiley & Sons, Inc., 1955.